# Fal·lerística
La fal·lerística és una branca de la numismàtica, i per tant, ciència auxiliar de la Història, que s'encarrega de l'estudi i la classificació de les condecoracions.
El terme fal·lerística fou utilitzat per primer cop a Txecoslovàquia el 1937 i deriva de la paraula llatina phalerae, que definia un tipus de condecoració romana consistent en petits escuts o discs en or, plata o bronze que es lluïen a les cuirasses dels militars romans.
La fal·lerística es relaciona també amb el Dret Honorífic, que és la branca del Dret que s'encarrega de l'anàlisi i desenvolupament jurídic de les condecoracions en tant que institucions premials. Així, la fal·lerística s'encarrega de l'estudi de les peces i insígnies que conformen la condecoració i el Dret honorífic s'encarrega de l'estudi de la relació jurídica que comporta una condecoració.